# Nag screen
Con il termine Nag Screen (chiamato anche begware, annoyware o nagware) si intende la finestra di un'applicazione per PC che si apre durante l'esecuzione dell'applicazione stessa, o al suo avvio.
All'interno sono presenti crediti dell'autore relativi al software oppure nel caso delle applicazioni shareware, ricorda all'utente la necessità di comprare il prodotto definitivo. Questi messaggi possono apparire in forma di finestre che oscurano parte dello schermo, e possono essere chiuse, permettendo all'utente di utilizzare l'applicazione, soltanto dopo alcuni secondi. In alcuni casi questo tipo di messaggi può essere causato da un malware.